# Lijst van gemeentelijke monumenten in Leiden, Boerhaavedistrict
Het Boerhaavedistrict in Leiden kent 99 gemeentelijke monumenten. Hieronder een overzicht.

## Houtkwartier
Het Houtkwartier kent 30 gemeentelijke monumenten:
| Object                                                                                        | Bouwjaar   | Architect                 | Locatie               | Coördinaten                   | Nr.       | Afbeelding                                                                                    |
| --------------------------------------------------------------------------------------------- | ---------- | ------------------------- | --------------------- | ----------------------------- | --------- | --------------------------------------------------------------------------------------------- |
| Bovenwoning met garage in chaletstijl                                                         |            |                           | Boerhaavelaan 2a-2b   | 52° 10' 8" NB, 4° 28' 56" OL  | 0546/1442 | Upload foto                                                                                   |
| Woningen en woningbouwcomplexen w. complex Boerhaavelaan                                      | 1909       | Fontein, W. & Jesse, H.J. | Boerhaavelaan 8       | 52° 10' 9" NB, 4° 28' 58" OL  | 0546/1297 | Upload foto                                                                                   |
| Woningen en woningbouwcomplexen w. complex Boerhaavelaan                                      | 1909       | Fontein, W. & Jesse, H.J. | Boerhaavelaan 10      | 52° 10' 10" NB, 4° 28' 59" OL | 0546/1298 | Upload foto                                                                                   |
| Woningen en woningbouwcomplexen w. complex Boerhaavelaan                                      | 1909       | Fontein, W. & Jesse, H.J. | Boerhaavelaan 12      | 52° 10' 10" NB, 4° 28' 59" OL | 0546/1299 | Upload foto                                                                                   |
| Woningen en woningbouwcomplexen w. complex Boerhaavelaan                                      | 1909       | Fontein, W. & Jesse, H.J. | Boerhaavelaan 14      | 52° 10' 10" NB, 4° 28' 59" OL | 0546/1300 | Upload foto                                                                                   |
| Onderwijzerswoning in traditionalisme-stijl                                                   | XIXa       | Fontein, W.               | Braassemerstraat 2    | 52° 10' 14" NB, 4° 28' 51" OL | 0546/1727 | Upload foto                                                                                   |
| Schoolgebouw in traditionalisme-stijl                                                         | 1924       | Fontein, W.               | Kagerstraat 1         | 52° 10' 16" NB, 4° 28' 54" OL | 0546/1726 | Meer afbeeldingen                                                                             |
| Woonhuis in jugendstil, thans hotel                                                           | 1907       | Fontein, W. & Jesse, H.J. | Mariënpoelstraat 1a   | 52° 10' 10" NB, 4° 28' 53" OL | 0546/1459 | Meer afbeeldingen                                                                             |
| Schoolgebouw in traditionalisme-stijl                                                         | 1933       | Thunissen, J.W.           | Mariënpoelstraat 4-6  | 52° 10' 14" NB, 4° 28' 57" OL | 0546/1739 | Schoolgebouw in traditionalisme-stijl                                                         |
| Woonhuis in jugendstil                                                                        | circa 1905 |                           | Rijnsburgerweg 3      | 52° 10' 5" NB, 4° 28' 57" OL  | 0546/1446 | Woonhuis in jugendstil                                                                        |
| Woonhuis in jugendsti                                                                         | XIXd / XXa |                           | Rijnsburgerweg 5      | 52° 10' 5" NB, 4° 28' 56" OL  | 0546/1447 | Woonhuis in jugendsti                                                                         |
| Woonhuis in jugendstil                                                                        | XIXd / XXa |                           | Rijnsburgerweg 7      | 52° 10' 5" NB, 4° 28' 56" OL  | 0546/1448 | Woonhuis in jugendstil                                                                        |
| Woonhuis                                                                                      | circa 1905 |                           | Rijnsburgerweg 9-9b   | 52° 10' 5" NB, 4° 28' 56" OL  | 0546/1449 | Woonhuis                                                                                      |
| Woonhuis                                                                                      | 1905-1910  |                           | Rijnsburgerweg 11     | 52° 10' 6" NB, 4° 28' 56" OL  | 0546/1438 | Woonhuis                                                                                      |
| Woonhuis                                                                                      | XIXd / XXa |                           | Rijnsburgerweg 13     | 52° 10' 6" NB, 4° 28' 56" OL  | 0546/1439 | Woonhuis                                                                                      |
| Groot woonhuis op de hoek van de Rijnsburgerweg en Boerhaavelaan                              |            |                           | Rijnsburgerweg 15     | 52° 10' 7" NB, 4° 28' 54" OL  | 0546/1440 | Groot woonhuis op de hoek van de Rijnsburgerweg en Boerhaavelaan                              |
| Woonhuis in Amsterdamse School-stijl                                                          | 1921       | Cuypers, P.H.J.           | Rijnsburgerweg 17     | 52° 10' 7" NB, 4° 28' 54" OL  | 0546/1441 | Woonhuis in Amsterdamse School-stijl                                                          |
| Villa                                                                                         | ca 1920    | Jesse, H.J.               | Rijnsburgerweg 19-19a | 52° 10' 8" NB, 4° 28' 54" OL  | 0546/1450 | Villa                                                                                         |
| Woonhuis in Hollandse renaissancestijl                                                        | 1922       | Jesse, H.J.               | Rijnsburgerweg 21     | 52° 10' 9" NB, 4° 28' 53" OL  | 0546/1451 | Woonhuis in Hollandse renaissancestijl                                                        |
| Woonhuis in jugendstil                                                                        | 1907       | Fontein, W. & Jesse, H.J. | Rijnsburgerweg 23     | 52° 10' 9" NB, 4° 28' 53" OL  | 0546/1460 | Woonhuis in jugendstil                                                                        |
| Woonhuis in jugendsti                                                                         | 1907       | Fontein, W. & Jesse, H.J. | Rijnsburgerweg 25     | 52° 10' 9" NB, 4° 28' 53" OL  | 0546/1461 | Woonhuis in jugendsti                                                                         |
| Woonhuis in jugendstil                                                                        | 1907       | Fontein, W. & Jesse, H.J. | Rijnsburgerweg 27     | 52° 10' 9" NB, 4° 28' 53" OL  | 0546/1462 | Woonhuis in jugendstil                                                                        |
| Woonhuis in jugendstil                                                                        | 1907       | Fontein, W. & Jesse, H.J. | Rijnsburgerweg 29     | 52° 10' 10" NB, 4° 28' 53" OL | 0546/1463 | Upload foto                                                                                   |
| Woonhuis VESTA;SONNEVENCK;'t POSTHOF in Expressionisme / Amsterdamse School-stijl (kenmerken) | ca 1930    |                           | Rijnsburgerweg 31c    | 52° 10' 11" NB, 4° 28' 51" OL | 0546/1464 | Meer afbeeldingen                                                                             |
| Woonhuis VESTA;SONNEVENCK;'t POSTHOF in Expressionisme / Amsterdamse School-stijl (kenmerken) | ca 1930    |                           | Rijnsburgerweg 31d    | 52° 10' 11" NB, 4° 28' 51" OL | 0546/1465 | Woonhuis VESTA;SONNEVENCK;'t POSTHOF in Expressionisme / Amsterdamse School-stijl (kenmerken) |
| Woonhuis VESTA;SONNEVENCK;'t POSTHOF in Expressionisme / Amsterdamse School-stijl (kenmerken) | ca 1930    |                           | Rijnsburgerweg 31e    | 52° 10' 11" NB, 4° 28' 51" OL | 0546/1466 | Woonhuis VESTA;SONNEVENCK;'t POSTHOF in Expressionisme / Amsterdamse School-stijl (kenmerken) |
| Woonhuis VESTA;SONNEVENCK;'t POSTHOF in zakelijk expressionisme-stijl                         | 1927       | Buurman, B.               | Rijnsburgerweg 31f    | 52° 10' 12" NB, 4° 28' 50" OL | 0546/1485 | Woonhuis VESTA;SONNEVENCK;'t POSTHOF in zakelijk expressionisme-stijl                         |
| Woonhuis                                                                                      | 1903       | Jesse, H.J.               | Rijnsburgerweg 33     | 52° 10' 12" NB, 4° 28' 50" OL | 0546/1486 | Meer afbeeldingen                                                                             |
| Woonhuis Anna Hermiens in jugendstil                                                          | 1906       |                           | Rijnsburgerweg 39     | 52° 10' 14" NB, 4° 28' 49" OL | 0546/1487 | Woonhuis Anna Hermiens in jugendstil                                                          |
| Woonhuis met jugendstilelementen                                                              | ca 1910    |                           | Rijnsburgerweg 41     | 52° 10' 14" NB, 4° 28' 48" OL | 0546/1488 | Woonhuis met jugendstilelementen                                                              |

## Pesthuiswijk
De Pesthuiswijk kent 27 gemeentelijke monumenten:
| Object                                                                                     | Bouwjaar              | Architect    | Locatie              | Coördinaten                   | Nr.       | Afbeelding                      |
| ------------------------------------------------------------------------------------------ | --------------------- | ------------ | -------------------- | ----------------------------- | --------- | ------------------------------- |
| Woonhuis                                                                                   | 1903-1906             | Jesse, H.J.  | Rijnsburgerweg 14    | 52° 10' 6" NB, 4° 28' 53" OL  | 0546/1432 | Woonhuis                        |
| Woonhuis                                                                                   | 1903-1906             | Jesse, H.J.  | Rijnsburgerweg 16    | 52° 10' 6" NB, 4° 28' 52" OL  | 0546/1433 | Woonhuis                        |
| Woonhuis                                                                                   | 1903-1906             | Jesse, H.J.  | Rijnsburgerweg 18    | 52° 10' 7" NB, 4° 28' 52" OL  | 0546/1434 | Woonhuis                        |
| Woonhuis                                                                                   | 1903-1906             | Jesse, H.J.  | Rijnsburgerweg 20    | 52° 10' 7" NB, 4° 28' 52" OL  | 0546/1435 | Woonhuis                        |
| Woonhuis                                                                                   | 1900-1910             | Jesse, H.J.  | Rijnsburgerweg 22    | 52° 10' 7" NB, 4° 28' 52" OL  | 0546/1436 | Woonhuis                        |
| Woonhuis                                                                                   | 1903-1906             | Jesse, H.J.  | Rijnsburgerweg 24    | 52° 10' 7" NB, 4° 28' 52" OL  | 0546/1437 | Woonhuis                        |
| Woonhuis in neorenaissancestijl                                                            | 1893-1895             | Jesse, H.J.  | Rijnsburgerweg 26    | 52° 10' 8" NB, 4° 28' 52" OL  | 0546/1414 | Woonhuis in neorenaissancestijl |
| Woonhuis in neorenaissancestijl                                                            | 1893-1895             | Jesse, H.J.  | Rijnsburgerweg 28    | 52° 10' 8" NB, 4° 28' 51" OL  | 0546/1415 | Woonhuis in neorenaissancestijl |
| Woonhuis in neorenaissancestijl                                                            | 1893-1895             | Jesse, H.J.  | Rijnsburgerweg 30    | 52° 10' 8" NB, 4° 28' 51" OL  | 0546/1416 | Woonhuis in neorenaissancestijl |
| Woonhuis in neorenaissancestijl                                                            | 1893-1895             | Jesse, H.J.  | Rijnsburgerweg 32    | 52° 10' 8" NB, 4° 28' 51" OL  | 0546/1417 | Woonhuis in neorenaissancestijl |
| Woonhuis in neorenaissancestijl                                                            | 1893-1895             | Jesse, H.J.  | Rijnsburgerweg 34    | 52° 10' 8" NB, 4° 28' 51" OL  | 0546/1418 | Woonhuis in neorenaissancestijl |
| Woonhuis in neorenaissancestijl                                                            | 1893-1895             | Jesse, H.J.  | Rijnsburgerweg 36    | 52° 10' 8" NB, 4° 28' 51" OL  | 0546/1419 | Woonhuis in neorenaissancestijl |
| Woonhuis in neorenaissancestijl                                                            | 1893-1895             | Jesse, H.J.  | Rijnsburgerweg 38    | 52° 10' 9" NB, 4° 28' 51" OL  | 0546/1420 | Woonhuis in neorenaissancestijl |
| Woonhuis in neorenaissancestijl                                                            | 1893-1895             | Jesse, H.J.  | Rijnsburgerweg 40    | 52° 10' 9" NB, 4° 28' 50" OL  | 0546/1421 | Woonhuis in neorenaissancestijl |
| Woonhuis in neorenaissancestijl                                                            | 1893-1895             | Jesse, H.J.  | Rijnsburgerweg 42    | 52° 10' 9" NB, 4° 28' 50" OL  | 0546/1422 | Woonhuis in neorenaissancestijl |
| Woonhuis in neorenaissancestijl                                                            | 1893-1895             | Jesse, H.J.  | Rijnsburgerweg 44    | 52° 10' 9" NB, 4° 28' 50" OL  | 0546/1423 | Woonhuis in neorenaissancestijl |
| Woonhuis in neorenaissancestijl                                                            | 1893-1895             | Jesse, H.J.  | Rijnsburgerweg 46    | 52° 10' 9" NB, 4° 28' 50" OL  | 0546/1424 | Woonhuis in neorenaissancestijl |
| Woonhuis in neorenaissancestijl                                                            | 1893-1895             | Jesse, H.J.  | Rijnsburgerweg 48    | 52° 10' 9" NB, 4° 28' 50" OL  | 0546/1425 | Woonhuis in neorenaissancestijl |
| Woonhuis in neorenaissancestijl                                                            | 1893-1895             | Jesse, H.J.  | Rijnsburgerweg 50    | 52° 10' 10" NB, 4° 28' 50" OL | 0546/1426 | Woonhuis in neorenaissancestijl |
| Woonhuis in neorenaissancestijl                                                            | 1893-1895             | Jesse, H.J.  | Rijnsburgerweg 52    | 52° 10' 10" NB, 4° 28' 50" OL | 0546/1427 | Woonhuis in neorenaissancestijl |
| Woonhuis in neorenaissancestijl                                                            | 1893-1895             | Jesse, H.J.  | Rijnsburgerweg 54    | 52° 10' 10" NB, 4° 28' 49" OL | 0546/1428 | Woonhuis in neorenaissancestijl |
| Woonhuis in neorenaissancestijl                                                            | 1893-1895             | Jesse, H.J.  | Rijnsburgerweg 56    | 52° 10' 10" NB, 4° 28' 49" OL | 0546/1429 | Woonhuis in neorenaissancestijl |
| Woonhuis in neorenaissancestijl                                                            | 1893-1895             | Jesse, H.J.  | Rijnsburgerweg 58    | 52° 10' 10" NB, 4° 28' 49" OL | 0546/1430 | Woonhuis in neorenaissancestijl |
| Woonhuis in neorenaissancestijl                                                            | 1893-1895             | Jesse, H.J.  | Rijnsburgerweg 60    | 52° 10' 11" NB, 4° 28' 49" OL | 0546/1431 | Upload foto                     |
| Laboratorium met dienstwoning Gortergebouw in wederopbouwarchitectuur, thans kantoorgebouw | 1940-1941 / 1954-1956 | Merten, H.F. | Wassenaarseweg 56-58 | 52° 10' 10" NB, 4° 28' 31" OL | 0546/1600 | Meer afbeeldingen               |
| Portierswoning                                                                             |                       |              | Wassenaarseweg 60    | 52° 10' 10" NB, 4° 28' 28" OL | 0546/1711 | Portierswoning                  |
| Wachtlokaal                                                                                |                       |              | Wassenaarseweg 60    | 52° 10' 10" NB, 4° 28' 28" OL | 0546/1712 | Wachtlokaal                     |

## Raadsherenbuurt
De Raadsherenbuurt kent 24 gemeentelijke monumenten:
| Object                                                 | Bouwjaar                  | Architect      | Locatie                                   | Coördinaten                   | Nr.       | Afbeelding                                          |
| ------------------------------------------------------ | ------------------------- | -------------- | ----------------------------------------- | ----------------------------- | --------- | --------------------------------------------------- |
| Schoolgebouw in Nieuwe Haagse School-stijl (invloeden) | 1932                      | Kraan, A.T.    | Adriaan Pauwstraat 1                      | 52° 10' 23" NB, 4° 28' 36" OL | 0546/1728 | Upload foto                                         |
| Grenspaal, onderdeel van Leidse Hout                   | ca 1760 (vermoedelijk)    |                | Groene Maredijk 94                        | 52° 10' 38" NB, 4° 28' 47" OL | 0546/1607 | Upload foto                                         |
| Brug, onderdeel van Leidse Hout                        | 1928-1931                 | Kraan, A.T.    | Groene Maredijk 100                       | 52° 10' 37" NB, 4° 28' 47" OL | 0546/1609 | Upload foto                                         |
| Diverse functies, onderdeel van Leidse Hout            | 1928-1931                 | Nes, K.C. van  | Groene Maredijk 94, 100, Houtlaan 100-102 | 52° 10' 38" NB, 4° 28' 50" OL | 0546/1606 | Diverse functies, onderdeel van Leidse Hout         |
| Koetshuis, onderdeel van Leidse Hout                   |                           |                | Groene Maredijk 100                       | 52° 10' 37" NB, 4° 28' 47" OL | 0546/1608 | Koetshuis, onderdeel van Leidse Hout                |
| Entree, onderdeel van Leidse Hout                      | 1928-1931                 | Nes, K.C. van  | Houtlaan 100                              | 52° 10' 32" NB, 4° 28' 52" OL | 0546/1618 | Upload foto                                         |
| Wandelpark, onderdeel van Leidse Hout                  | 1928-1931                 | Nes, K.C. van  | Houtlaan 100                              | 52° 10' 32" NB, 4° 28' 52" OL | 0546/1619 | Wandelpark, onderdeel van Leidse Hout               |
| Drinkfontein, onderdeel van Leidse Hout                | 1932 / 1992 (restauratie) |                | Houtlaan 100                              | 52° 10' 32" NB, 4° 28' 52" OL | 0546/1613 | Meer afbeeldingen                                   |
| Muziektent De Waterlelie, onderdeel van Leidse Hout    | 1996                      | Janson, Anneke | Houtlaan 100                              | 52° 10' 32" NB, 4° 28' 52" OL | 0546/1611 | Muziektent De Waterlelie, onderdeel van Leidse Hout |
| Stuw, onderdeel van Leidse Hout                        | 1928-1931                 |                | Houtlaan 100                              | 52° 10' 32" NB, 4° 28' 52" OL | 0546/1614 | Stuw, onderdeel van Leidse Hout                     |
| Entree, onderdeel van Leidse Hout                      | 1928-1931                 | Nes, K.C. van  | Houtlaan 100                              | 52° 10' 32" NB, 4° 28' 52" OL | 0546/1615 | Upload foto                                         |
| Entree, onderdeel van Leidse Hout                      | 1928-1931                 | Nes, K.C. van  | Houtlaan 100                              | 52° 10' 32" NB, 4° 28' 52" OL | 0546/1616 | Upload foto                                         |
| Entree, onderdeel van Leidse Hout                      | 1928-1931                 | Nes, K.C. van  | Houtlaan 100                              | 52° 10' 32" NB, 4° 28' 52" OL | 0546/1617 | Upload foto                                         |
| Theepaviljoen, onderdeel van Leidse Hout               | 1949                      | Koch, Th.K.J.  | Houtlaan 100                              | 52° 10' 32" NB, 4° 28' 52" OL | 0546/1610 | Theepaviljoen, onderdeel van Leidse Hout            |
| Schaftlokaal, onderdeel van Leidse Hout                | 1949                      |                | Houtlaan 100-102                          | 52° 10' 32" NB, 4° 28' 52" OL | 0546/1612 | Schaftlokaal, onderdeel van Leidse Hout             |
| Trafohuisje in zakelijk expressionisme-stijl           | 1920-1930                 |                | Houtlaan 80, 100                          | 52° 10' 32" NB, 4° 28' 52" OL | 0546/1340 | Trafohuisje in zakelijk expressionisme-stijl        |
| Woonhuis                                               | ca 1920                   |                | Johan De Wittstraat 2                     | 52° 10' 27" NB, 4° 28' 22" OL | 0546/1501 | Upload foto                                         |
| Villa in Nieuwe Haagse School-stijl                    | 1926-1930                 |                | Rijnsburgerweg 129                        | 52° 10' 23" NB, 4° 28' 31" OL | 0546/1495 | Upload foto                                         |
| Woonhuis in jugendstil                                 | ca 1910                   |                | Rijnsburgerweg 135                        | 52° 10' 23" NB, 4° 28' 29" OL | 0546/1496 | Woonhuis in jugendstil                              |
| Woonhuis in jugendstil                                 | ca 1910                   |                | Rijnsburgerweg 137                        | 52° 10' 23" NB, 4° 28' 29" OL | 0546/1497 | Upload foto                                         |
| Woonhuis in eclectische stijl                          | ca 1910                   |                | Rijnsburgerweg 153                        | 52° 10' 24" NB, 4° 28' 27" OL | 0546/1498 | Upload foto                                         |
| Woonhuis in eclectische stijl                          | ca 1910                   |                | Rijnsburgerweg 155                        | 52° 10' 24" NB, 4° 28' 27" OL | 0546/1499 | Upload foto                                         |
| Woonhuis in eclectische stijl                          | ca 1910                   |                | Rijnsburgerweg 157                        | 52° 10' 24" NB, 4° 28' 26" OL | 0546/1500 | Upload foto                                         |
| Trafohuisje in Nieuwe Haagse School-stijl              | 1920-1930                 |                | Warmonderweg 55                           | 52° 10' 36" NB, 4° 28' 29" OL | 0546/1339 | Upload foto                                         |

## Vogelwijk
De Vogelwijk kent 18 gemeentelijke monumenten:
| Object                                                       | Bouwjaar     | Architect   | Locatie                 | Coördinaten                   | Nr.       | Afbeelding                                                   |
| ------------------------------------------------------------ | ------------ | ----------- | ----------------------- | ----------------------------- | --------- | ------------------------------------------------------------ |
| Woonhuis in eclectische stijl                                | 1905         |             | Rijnsburgerweg 84       | 52° 10' 16" NB, 4° 28' 44" OL | 0546/1519 | Woonhuis in eclectische stijl                                |
| Woonhuis in eclectische stijl                                | 1905         |             | Rijnsburgerweg 86       | 52° 10' 16" NB, 4° 28' 43" OL | 0546/1520 | Woonhuis in eclectische stijl                                |
| Woonhuis in Amsterdamse School-stijl (invloeden)             | ca 1920-1925 |             | Rijnsburgerweg 102      | 52° 10' 17" NB, 4° 28' 40" OL | 0546/1492 | Woonhuis in Amsterdamse School-stijl (invloeden)             |
| Villa Tuinlust in chaletstijl / art-nouveaustijl (elementen) | ca 1910      |             | Rijnsburgerweg 130      | 52° 10' 23" NB, 4° 28' 27" OL | 0546/1503 | Villa Tuinlust in chaletstijl / art-nouveaustijl (elementen) |
| Woonhuis in chaletstijl                                      | ca 1910      |             | Rijnsburgerweg 134      | 52° 10' 23" NB, 4° 28' 26" OL | 0546/1504 | Woonhuis in chaletstijl                                      |
| Woonhuis in chaletstijl                                      | ca 1900      |             | Rijnsburgerweg 136-136a | 52° 10' 23" NB, 4° 28' 25" OL | 0546/1505 | Woonhuis in chaletstijl                                      |
| Woonhuis in chaletstijl                                      | ca 1900      |             | Rijnsburgerweg 138      | 52° 10' 23" NB, 4° 28' 25" OL | 0546/1506 | Woonhuis in chaletstijl                                      |
| Woonhuis in eclectische stijl                                | 1915         | Jesse, H.J. | Rijnsburgerweg 142      | 52° 10' 24" NB, 4° 28' 24" OL | 0546/1508 | Woonhuis in eclectische stijl                                |
| Woonhuis in eclectische stijl                                | 1915         | Jesse, H.J. | Rijnsburgerweg 144      | 52° 10' 24" NB, 4° 28' 24" OL | 0546/1509 | Meer afbeeldingen                                            |
| Woonhuis Villa Cecilia in eclectische stijl                  | 1912         |             | Rijnsburgerweg 146      | 52° 10' 25" NB, 4° 28' 23" OL | 0546/1515 | Meer afbeeldingen                                            |
| Woonhuis in eclectische stijl                                | ca 1915      |             | Rijnsburgerweg 148      | 52° 10' 25" NB, 4° 28' 22" OL | 0546/1510 | Woonhuis in eclectische stijl                                |
| Woonhuis in eclectische stijl                                | ca 1915      |             | Rijnsburgerweg 150      | 52° 10' 25" NB, 4° 28' 22" OL | 0546/1511 | Woonhuis in eclectische stijl                                |
| Woonhuis in eclectische stijl                                | 1912         | Jesse, H.J. | Rijnsburgerweg 152      | 52° 10' 26" NB, 4° 28' 21" OL | 0546/1516 | Woonhuis in eclectische stijl                                |
| Woonhuis in eclectische stijl                                | 1912         | Jesse, H.J. | Rijnsburgerweg 154      | 52° 10' 26" NB, 4° 28' 20" OL | 0546/1517 | Woonhuis in eclectische stijl                                |
| Woonhuis De Narcis in eclectische stijl                      | 1904         |             | Rijnsburgerweg 156      | 52° 10' 26" NB, 4° 28' 20" OL | 0546/1518 | Meer afbeeldingen                                            |
| Woonhuis in eclectische stijl                                | ca 1910      |             | Rijnsburgerweg 158      | 52° 10' 26" NB, 4° 28' 19" OL | 0546/1512 | Upload foto                                                  |
| Woonhuis in eclectische stijl                                | 1912         |             | Rijnsburgerweg 162      | 52° 10' 27" NB, 4° 28' 18" OL | 0546/1513 | Woonhuis in eclectische stijl                                |
| Woonhuis Pomona in eclectische stijl                         | 1898         | Jesse, H.J. | Rijnsburgerweg 164      | 52° 10' 27" NB, 4° 28' 18" OL | 0546/1514 | Woonhuis Pomona in eclectische stijl                         |